# Ensign Pulver
Pour plus de détails, voir Fiche technique et Distribution.
Ensign Pulver est un film américain réalisé par Joshua Logan, sorti en 1964. C'est la suite du film Permission jusqu'à l'aube (1955).

## Synopsis
En 1945, dans un vieux cargo perdu sur l'Océan Pacifique, le capitaine Morton tente de prendre le commandement, tout en exigeant de ses hommes le maximum de travail, sans aucune faveur.

## Fiche technique
- Titre français : Ensign Pulver
- Réalisation : Joshua Logan
- Scénario : Joshua Logan et Peter S. Feibleman d'après le roman de Thomas Heggen
- Photographie : Charles Lawton Jr.
- Montage : William Reynolds
- Musique : George Duning
- Production : Ben Kadish et Joshua Logan
- Pays de production : États-Unis
- Format : Couleurs - 2,35:1 - Mono
- Genre : comédie dramatique
- Date de sortie : 1964

## Distribution
- Robert Walker Jr. : Ensign Pulver
- Burl Ives : Capitaine
- Walter Matthau : Doc
- Tommy Sands : Bruno
- Millie Perkins : Scotty
- Kay Medford : Infirmière en chef
- Larry Hagman : Billings
- Peter Marshall (en) : Carney
- Jack Nicholson : Dolan
- Al Freeman Jr. : Taru
- James Farentino : Insigna
- James Coco : Skouras
- Diana Sands : Mila